# Куньял, Алвару
А́лвару Баррейри́ньяш Кунья́л (порт. Álvaro Barreirinhas Cunhal, 10 ноября 1913, Се-Нова, Коимбра — 13 июня 2005, Лиссабон) — португальский политический деятель и революционер, генеральный секретарь Португальской коммунистической партии в 1961—1992, писатель, переводчик, публицист, художник.

## Биография
Родился 10 ноября 1913 года в Коимбре, в семье Aвелину Куньяла Энрикеша да Коста, юриста по профессии и набожной католички Мерседеш Феррейра Симоэнш Баррейриньяш Куньял. В 1931—35 студент юридического факультета Лиссабонского университета, где организовал нелегальную Лигу друзей СССР и секцию МОПР. В 1935 вступил в Португальскую коммунистическую партию (ПКП). В этот период был репетитором будущего президента Португалии Мариу Суареша, оказал влияние на формирование взглядов последнего.
При диктатуре Салазара Алвару Куньял был арестован, подвергался пыткам и провёл 11 лет в тюрьме, из них 8 — в одиночной камере в крепости Пенише. Там он перевёл на португальский язык «Короля Лира» и создал много графических работ, позднее изданных отдельным альбомом в СССР. На обрывках бумаги написал книгу «Очерки по аграрному вопросу». Ему принадлежит также роман «До завтра, товарищи» опубликованный в СССР под псевдонимом Мануэль Тиагу. В 1960 году бежал из тюрьмы, жил в СССР и Франции.
После крушения режима в 1974 году Алвару Куньял — министр без портфеля в переходных правительствах, депутат парламента.

## Награды
- Орден Ленина (СССР, 09.11.1988)
- орден Октябрьской Революции (СССР, 06.11.1973)[7]
- Орден Дружбы народов (СССР, 1984)
- Национальный орден Плайя Хирон (Куба, январь 1984)[8].